# Pier Antonio Panzeri

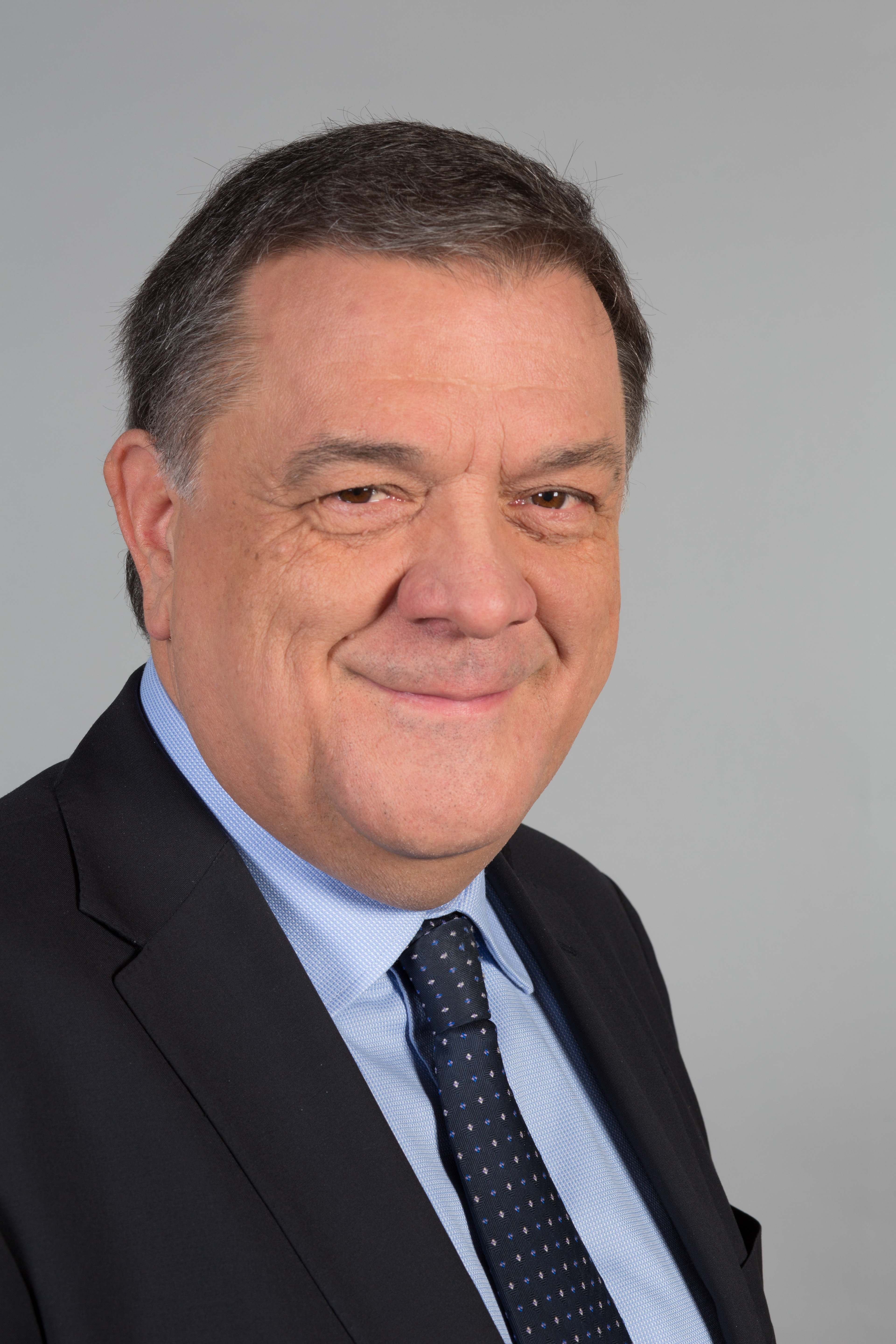
Pier Antonio Panzeri, 2014

Pier Antonio Panzeri (* 6. Juni 1955 in Riviera d’Adda) ist ein italienischer Politiker der Partei Articolo 1. Er war von 2004 bis 2019 Mitglied des Europäischen Parlaments.

## Leben
Panzeri war von 1995 bis 2003 Generalsekretär der Mailänder Arbeitnehmerkammer. In dieser Zeit war er auch als Initiator und Leiter einer humanitären Hilfsaktion für Belém, eine Stadt im Amazonasbecken, tätig. Er war Förderer und Organisator von Wohltätigkeitsveranstaltungen für die zivilen Kriegsopfer im ehemaligen Jugoslawien. Außerdem nahm er als Beobachter der Problematik zwischen Israel und Palästina an der Generalversammlung der Vereinten Nationen teil. Zusammen mit den Stadtverwaltungen von Mailand, Barcelona und Frankfurt am Main bearbeitete er im Rahmen eines internationalen Projekts für den Erfahrungsaustausch verschiedene Themen, darunter wirtschaftliche Entwicklung, Einwanderung und den Sozialstaat, ebenso die Ausarbeitung eines gemeinsamen europäischen Modells zur Lösung schwerwiegender Probleme der Gegenwart. Von 2003 bis 2004 war er Verantwortlicher für europäische Politik.

## Politik
Panzeri war Mitglied der Uniti nell’Ulivo, die 2005 in der neuen Partei Democratici di Sinistra aufging, deren Vorstand er angehörte. 2008 erfolgte die zweite Fusion zum Partito Democratico (PD), die er 2017 verließ, um sich der neuen Partei Art.1-MDP anzuschließen.
Erstmals ins Europäische Parlament wurde Panzeri 2004 für die L’Ulivo gewählt, wo er sich der Sozialistischen Fraktion anschloss. 2009 wurde er für die PD wiedergewählt.
Für die 8. Wahlperiode wurde Panzeri als Abgeordneter der PD gewählt und war erneut über die gesamte Zeit von 2014 bis 2019 Mitglied im Ausschuss für Auswärtiges. Er fungierte ebenfalls für die Wahlperiode als stellvertretendes Mitglied im Haushaltsausschuss und in der Delegation in der Parlamentarischen Versammlung der Union für den Mittelmeerraum. Panzeri fungierte von 2014 bis 2017 als Vorsitzender der Delegation für die Beziehungen zu den Maghreb-Ländern und der Arabischen Maghreb-Union und war in dieser Funktion Mitglied der Konferenz der Delegationsvorsitzenden, dessen Vorsitz er leitete. Von 2017 bis 2019 war er Vorsitzender des Unterausschusses für Menschenrechte und damit Mitglied der Konferenz der Ausschussvorsitze. Im Sommer 2017 wechselte Panzeri zur Partei Art.1-MDP, blieb jedoch in der Fraktion der Progressiven Allianz der Sozialdemokraten im Europäischen Parlament (S&D).

## Bestechungsskandal 2022/23
Am 10. Dezember 2022 wurde Panzeri wegen Korruptionsverdachts festgenommen. Mit ihm wurden drei weitere Mitglieder des Europaparlaments verhaftet: Eva Kaili aus Griechenland, Marc Tarabella (Belgien) und Andrea Cozzolino (Italien). Zuvor hatte die belgische Polizei bei Razzien mehrere Koffer voller Bargeld im Gesamtwert von 1,5 Millionen Euro bei den Verdächtigten beschlagnahmt. Die vier wurden beschuldigt, Bestechungsgelder von Emissären aus Marokko und Katar angenommen zu haben und als Gegenleistung dafür Lobbyarbeit für die Anliegen Marokkos (Fischereirechte, Status der Westsahara) und Katars (Vergabe der Fußball-Weltmeisterschaft 2022) im Europaparlament betrieben zu haben. Am 17. Januar 2023 wurde bekannt, dass Panzeri im Rahmen einer Strafprozess-Vereinbarung als Kronzeuge aussagen wollte. Ein Justizsprecher erklärte, dass Panzeri unter dieser Regelung mit einer einjährigen Haftstrafe und einer Strafe von 1 Million Euro zu rechnen habe. Ohne die Aussage als Kronzeuge hätte er deutlich höhere Strafen zu erwarten gehabt. Einen Tag vor Bekanntwerden der Kronzeugenvereinbarung hatte die italienische Justiz der beantragten Auslieferung von Panzeris Tochter, die der Mittäterschaft beschuldigt wurde, nach Belgien zugestimmt.

## Veröffentlichungen
- 2004: Le tre Europe dei diritti: Per una corresponsabile integrazione europea, mit Nicoletta Villani. Jaca Book, Mailand, ISBN 88-16-40666-6.

## Dokumentarfilm
- Helmar Büchel: Gekaufte Politik? Europa in der Korruptionskrise. In: ZDF/Arte 2023, 11. April 2024 (91 Min.).